# Komet LINEAR 30
Komet LINEAR 30 ali 197P/LINEAR je periodični komet z obhodno dobo okoli 4,9 let.

 Komet pripada Jupitrovi družini kometov, Spada tudi med blizuzemeljska telesa (NEO) .

## Odkritje
Komet so odkrili 23. maja 2003 v programu LINEAR (Lincoln Near-Earth Asteroid Research). Ob odkritju je imel magnitudo 18,4.